# آدورلد
آدورلد (به انگلیسی: Oddworld) عنوان یک فرَنچایز بازی ویدئویی و یک دنیای خیالی به همین نام است، که توسط شرکت بازی‌سازی آدورلد اینهبیتنتز و زیر نظر خالق آن لورن لانینگ توسعه پیدا می‌کند. اکثر بازی‌های سری آدورلد ترکیبی از روند بازی سکوبازی و اکشن-ماجراجویی همراه با حل معماهای گوناگون می‌باشد.
آدورلد سیاره‌ای پر از نژادهای مختلف است، برخی انسان‌نما و برخی دیگر شبیه به حیوان هستند. قارهٔ اصلی در این سیاره مودوس نام دارد و نژاد برتر را در این قاره مودوکان‌ها تشکیل می‌دادند. ایب، شخصیت اصلی بازی در بیشتر قسمت‌های سری آدورلد نیز به این نژاد تعلق دارد. در میان نژادهای کمرنگتر می‌توان به اسلیگ‌ها، اسلاگ‌ها، پارامیت‌ها، گابیت‌ها، ویکرها و دیگر نژادها اشاره کرد، که هر کدام از آن‌ها دارای درجات مختلفی از هوش و خصوصیات دوستی هستند. یکی از درگیری‌های اصلی در این بازی بین نژاد مودوکان‌ها و شرکت بزرگ و تشنه قدرت «گلوکون» است. هدف اصلی ایب و همنوعانش فرار از بردگی مودوکان‌ها از چنگال رهبر گلوکون‌ها و دستیارانش می‌باشد.